# بدر الدين الدماميني
بدر الدين محمد بن أبي بكر الدَّمامِينِي (763- 827 هـ / 1362- 1424 م) هو أديب شاعر، ونحوي وفقيه مصري من مدينة دمامين، من رجال المدرسة النحوية في مصر وبلاد الشام.

## سيرته
هو محمد بن أبي بكر بن عمر بن أبي بكر بن محمد بن سليمان بن جعفر بن يحيى بن حسين بن محمد بن أحمد بن أبي بكر بن يوسف بن علي بن صالح بن إبراهيم المخزومي القرشي السكندري المالكي، لُقِّبَ ببدر الدين، ويُعرف بالدَّمَامِينِي أو ابن الدماميني.
وُلِدَ في مدينة الإسكندرية، سنة 763هـ، ويعود نسبه إلى قبيلة بني مخزوم، أصول عائلته إلى قرية الدمامين، وهي قرية كبيرة تقع على ضفاف النيل في الصعيد. نشأ بدر الدين في الإسكندرية، وفيها درس النحو، ثُمَّ انتقل إلى القاهرة حيث ذاع صيته في النحو والشعر والفقه. عُيِّن قاضياً في القاهرة والإسكندريَّة، وقام بالإفتاء في جامع الأزهر، وعمل في التدريس واجتمع حوله عدد من الطلاب.
رحل الدماميني بعد ذلك إلى دمشق، واستقرَّ فيها فترة، وأدَّى فريضة الحج خلال فترة إقامته هناك، ثُمَّ عاد إلى القاهرة واشتغل بالخياطة إلى أن احترق داره وتراكمت عليه الديون فخرج من القاهرة صوب الصعيد هرباً من غرمائه، غير أنّه رجع مرة أخرى إلى القاهرة تحت أيديهم، وسرعان ما تحسَّنت أحواله فحجَّ مرة أخرى، وتوجه إلى اليمن ليُدَرِّس في جامع زبيد، ظَّل في زبيد سنةً واحدة ثُمَّ غادر إلى الهند، وفي الهند ذاع صيته وعظَّمه طلابه فظلَّ هناك يشتغل بالتدريس والتأليف، حتى تُوفِّي هناك مسموماً من عنب، وتضاربت الروايات حول وفاته، فقيل أنَّه مات في 827 من التقويم الهجري وقيل أنَّه مات في 837 وقيل في 838، والثابت أنَّه تُوفِّي في شعبان في مدينة كلبركة الهندية.
وللعالم السعودي الدكتور محمد بن عبد الرحمن المفدَّى كتاب (الدماميني حياته وآثاره ومنهجه في كتابه "تعليق الفرائد") وهو في أصله جزء من رسالته للدكتوراه.

## مؤلفاته
تُنسَب إليه المؤلفات التالية:
| - «تعليق على «مغني اللبيب عن كتب الأعاريب»» (في النحو، ألَّف الدماميني هذا الكتاب في اليمن). - «تُحفة الغريب في الكلام على مُغنِي اللبيب» (في النحو، يشرح فيه كتاب ابن هشام الأنصاري "مُغنِي اللبيب عن كتب الأعاريب"، ألَّف هذا الكتاب بطلب من سلطان الهند أحمد شاه، وقد أكثر الدماميني في هذا الكتاب من تصيَّد أخطاء ابن هشام والتحامل عليه، وهو ما دفع الشمني للردِّ عليه بكتاب «المُنصِف من الكلام على مُغنِي ابن هشام» انتصاراً لابن هشام). - «تعليق الفرائد على تسهيل الفوائد» (كتبه في الهند، وهو شرح لكتاب ابن مالك «تسهيل الفوائد») حقق نصفه الأول الشيخُ الدكتور محمد بن عبد الرحمن المفدى (في 8 مجلدات). - «شرح البخاري» (أغلب محتويات الكتاب في إعراب بعض الجمل الواردة في صحيح البخاري). - «جواهر النحور» (في العروض، ويُسَمَّى أيضًا «جواهر البخور»). - «معادن الجواهر» (يشرح كتابه السابق). - «الفتح الرباني» (في الحديث، رسالة للردِّ على البنباني، نسخة مخطوطة متوفرة). - «الفواكه البدرية» (ديوان شعر). | - «العيون الغامزة» (في العروض، شرح للخزرجية). - «شمس المغرب في المرقص والمطرب» (في الأدب). - «إظهار التعليل المغلق» (يتناول مسألةً نحوية). - « العيون الغامزة على خبايا الرامزة » (مطبوع). - «عين الحياة» (يختصر فيه كتاب الدميري «حياة الحيوان»). - «نزول الغيث» (حاشية على كتاب صلاح الدين الصفدي «الغيث الذي انسجم في شرح لامية العجم»، ينتقده في الغالب). - «المنهل الصافي في شرح الوافي» (يشرح كتاب محمد بن عثمان البلخي). - «كتاب القوافي». |